# Football Club Viktoria Plzeň
Il Football Club Viktoria Plzeň, meglio noto come Viktoria Plzeň (IPA: [ˈvɪktorja ˈpl̩zɛɲ]), è una società calcistica ceca con sede nella città di Plzeň. Attualmente milita nella Gambrinus liga, la massima serie del campionato nazionale, e disputa le partite interne nello Stadio Města Plzně di Plzeň (11.700 posti). I suoi colori sono il blu e il rosso.
Considerata per molto tempo una squadra di secondo piano, dagli anni duemiladieci ha messo in bacheca una Coppa della Repubblica Ceca (2009-2010), sei titoli nazionali (2010-2011, 2012-2013, 2014-2015, 2015-2016, 2017-2018, 2021-2022) e due Supercoppe della Repubblica Ceca (2011, 2015). Ha esordito nella fase a gironi della UEFA Champions League nel 2011-2012. In Europa League ha raggiunto gli ottavi di finale nel 2017-2018 e nel 2024-2025 ed in Conference League ha raggiunto i quarti di finale nel 2023-2024.

## Storia

### 1911-1938: dalla fondazione all'Europa, e la retrocessione in seconda divisione
Nel 1911 Jaroslav Ausobský, un ufficiale delle ferrovie dello stato, presentò una richiesta di costituzione di un nuovo club calcistico a Plzeň. Il club fu fondato con il nome SK Viktoria Plzeň ed esordì nell'agosto di quell'anno, perdendo 7-3 contro l'Olympia Plzeň. 
Nel 1920 il sodalizio acquisì una proprietà privata e rilevò un campo di gioco presso la Královském náměstí. Nel 1922 il Viktoria Plzeň vinse il campionato regionale, che si aggiudicò per altre sei volte. Nel 1930 la squadra divenne società professionistica e fece il proprio ingresso nella seconda divisione cecoslovacca. Nella seconda stagione di militanza nella divisione, il Viktoria Plzeň concluse al secondo posto il campionato di seconda divisione e venne promosso nella massima serie cecoslovacca. 
Esordì in massima serie nella stagione 1931-1932, che riuscì a concludere al quarto posto dietro Sparta, Slavia e Bohemians Praga. Nel campionato seguente il Viktoria Plzeň ottenne il terzo posto, a pochi punti da Sparta e Slavia Praga e davanti di un punto al Viktoria Žižkov, altra squadra della capitale. Nel 1934 il Viktoria terminò il campionato al sesto posto. Nel 1935 la squadra di Plzeň ottenne il quarto posto in campionato, a un solo punto dallo Židenice, guadagnando l'accesso alla Coppa dell'Europa Centrale del 1935. Nella competizione la squadra cecoslovacca affrontò la squadra italiana della Juventus, che già allora aveva vinto sette campionati italiani. Il Viktoria riuscì a strappare un pareggio per 3-3 a Plzeň, ma nella partita di ritorno a Torino perse con un netto 5-1, venendo eliminato dalla competizione, che verrà vinta dai connazionali dello Sparta Praga. Nel campionato 1935-1936 la squadra concluse all'ottavo posto, mentre nel 1936-1937 rischiò la retrocessione in seconda divisione, salvandosi a tre giornate dalla fine del torneo ai danni del Rusj Užhorod e del Moravská Slavia Brno. Nel 1937-1938 la squadra ripeté le prestazioni dell'annata precedente, collezionando 14 punti: in questa stagione questo punteggio non bastò, però, a evitare la retrocessione del Viktoria Plzeň in seconda divisione.

### 1938-1947: il periodo altalenante durante la guerra
Nel 1939 il Viktoria Plzeň giocò in seconda divisione, ma guadagnò immediatamente la promozione e il conseguente ritorno in prima divisione. Nel 1939-1940 giunse all'ottavo posto in campionato, rimanendo nella zona retrocessione: concluse il campionato con 18 punti a pari merito con Viktoria Žižkov e Kladno, con un solo punto di vantaggio rispetto al Náchod, che retrocesse. Nel 1940-1941 il campionato venne concluso al nono posto, in piena zona retrocessione. Nel 1941-1942 il Viktoria Plzeň viene nuovamente retrocesso: il torneo viene concluso a 18 punti, ad un solo punto di distanza da SK Olomouc ASO, Kladno e Židenice e a due punti dallo Slavia Praga. Nel 1943 il Viktoria Plzeň guadagnò nuovamente la promozione in prima divisione. Nel campionato del 1943-1944 la squadra giocò a buoni livelli, chiudendo alle spalle delle impredibili Sparta e Slavia Praga e dietro al Bat'a Zlín. Dopo i raid aerei degli Stati Uniti sulla città di Plzeň nel mese di aprile e l'incendio nel mese di giugno, lo stadio Viktorie v Luční ulici venne distrutto, ma fu recuperato. Nel 1944-1945 il campionato non fu giocato a causa dell'invasione dell'esercito sovietico. Il torneo, iniziato in Slovacchia, non fu continuato. Nel 1946 il Viktoria Plzeň fu inserito nel gruppo B del campionato, comprendente Slavia Praga, Židenice, Jednota Košice, Kladno, Viktoria Žižkov, Sparta Považská Bystrica, TSS Trnava, SK Prostějov e SK Pardubice. Il Viktoria, dopo 24 partite, giunse al terzo posto dietro a Slavia Praga e Židenice. Nel torneo del 1946-1947 il Viktoria Plzeň chiuse al nono posto, salvandosi dalla retrocessione con largo anticipo: infatti il Libeň e il Viktoria Žižkov, che hanno terminarono il campionato con 6 e 12 punti, erano retrocesse da diverse giornate.

### 1948-1962: il lustro in prima divisione e la caduta
Nella stagione 1947-1948 il Viktoria Plzeň si classificò all'ottavo posto raggiungendo la salvezza a poche giornate dalla fine del campionato. Nel 1949 il nome del club fu cambiato in Sokol Škoda Plzeň. Il Sokol Škoda Plzeň fu in grado di salvarsi, chiudendo il campionato del 1949 al decimo posto con 24 punti in 26 incontri. Nel campionato del 1950 lo Škoda Plzeň chiuse ancora al decimo posto, salvandosi nuovamente. Questo campionato fu diverso dagli altri, soprattutto perché fu il primo in cui la società rossoblù disputò un derby cittadino, quello con il ČSD Plzeň, ultimo in campionato e quindi retrocesso in seconda divisione. Nel 1951 lo Škoda Plzeň migliorò le precedenti prestazioni, giungendo in sesta posizione assieme a OKD Ostrava e ČSSZ Prešov.
Nel 1952 la società cambiò nome in Sokol ZVIL Plzeň. La squadra giunse nelle retrovie del torneo, ma si garantì la salvezza. Dal 1952, in seguito a una riorganizzazione della società, il Sokol ZVIL Plzeň non partecipò ai successivi campionati. Nel 1953 la società rossoblù fu rinominata DSO Spartak LZ Plzeň e nel 1954 fu reintrodotta in un campionato regionale. Nel 1955 venne aperto un nuovo stadio nel parco Štruncových, con una capacità di 25 000 spettatori; nell'impianto, lo Stadion města Plzně, il Viktoria Plzeň gioca ancora oggi. 
Dopo otto anni trascorsi nelle leghe inferiori del calcio cecoslovacco, nella stagione 1960-1961 la squadra tornò nella I. liga. Nella stagione 1961-1962 il DSO Spartak LZ Plzeň fu rinominato in TJ Spartak LZ Plzeň e concluse all'ottavo posto il torneo, a pari merito con Tatran Prešov e Kladno.

### 1963-1979: le tre retrocessioni e la rinascita
Nel 1962-1963 lo Škoda Plzeň retrocesse in seconda divisione dopo aver giocato un campionato insufficiente, concluso con 19 punti, davanti al solo Dynamo Praga. Lo Škoda tornò in I. liga, cinque anni dopo, nel 1967-1968: anche in questo campionato i rossoblù retrocessero, dopo aver concluso il torneo in penultima posizione con 18 punti, davanti, anche in questo caso, ad una squadra di Praga, il Bohemians. Lo Škoda Plzeň trascorse altri anni in seconda divisione, prima di tornare a disputare la massima serie nel 1970-1971. I rossoblù ebbero accesso alla finale della Coppa di Cecoslovacchia, persa nel doppio confronto contro lo Spartak Trnava. In questa stagione la squadra perse nuovamente la categoria: per la seconda volta in tre anni, sempre nella stagione in cui era rientrata in I. liga, la squadra retrocesse. Dopo aver giocato un'altra stagione in Druhá Liga, lo Škoda tornò in I. liga per la stagione 1972-1973. Nel torneo del 1973 lo Škoda riuscì a superare di pochi punti Spartak Hradec Králové, Třinec e Slavia Praga, giungendo al tredicesimo posto. Nell'annata seguente la squadra di Plzeň concluse la stagione al quattordicesimo posto, finendo il torneo al quattordicesimo posto con 28 punti, precedendo solamente Lokomotíva Košice e Tatran Prešov.

### 1980-1991: la ricaduta
Nel 1979-1980 lo Škoda Plzeň retrocesse nuovamente in seconda divisione, a causa dell'ultimo posto a quota 19 punti. Nei seguenti sei anni la squadra militò in Druhá Liga. Nella stagione 1985-1986 di seconda serie la squadra risalì in I. liga, la massima divisione del calcio cecoslovacco. Il torneo 1986-1987 non fu, tuttavia, dei più fortunati: la squadra concluse al penultimo posto con 23 punti e conobbe una nuova retrocessione. Lo Škoda tornò due anni dopo in prima divisione, dopo aver ottenuto la promozione nella stagione 1987-1988, per poi concludere il campionato 1988-1989 con 23 punti e ancora al quindicesimo posto della classifica, il che volle dire una nuova retrocessione. Questo fu l'ultimo campionato cecoslovacco che disputò il club.

### 1992 - presente: Football Club Viktoria Plzeň
Nel 1992 la squadra cambiò denominazione e diviene Football Club Viktoria Plzeň. Negli anni a venire la squadra visse tornei sia ai vertici sia nei piani bassi della classifica, ma anche diverse retrocessioni, riuscendo a concludere al quinto posto il massimo campionato del 1993-1994. 

#### 1993-2005: tra prima e seconda divisione
Con la separazione della Cecoslovacchia in Repubblica Ceca e Repubblica Slovacca, furono divisi anche i campionati: in Repubblica Ceca si tenne la denominazione 1. liga, mentre in Slovacchia il campionato venne denominato Corgoň Liga. Per formare la nuova 1. liga furono prese le dieci squadre ceche che formavano la 1. liga cecoslovacca e le prime sei squadre ceche nell'ultimo campionato di seconda divisione cecoslovacca. Il primo campionato di 1. liga era così formato: Sparta Praga, Slavia Praga, Sigma Olomouc, Baník Ostrava, Boby Brno, FC Hradec Králové, FC Vítkovice, Dynamo České Budějovice, Dukla Praga, Bohemians Praga, provenienti dalla prima divisione cecoslovacca, e Union Cheb, Viktoria Žižkov, Slovan Liberec, Petra Drnovice, Svit Zlín e Viktoria Plzeň, le squadre ceche che componevano la massima serie cecoslovacca. Nella 1. Liga 1993-1994 il Viktoria Plzeň concluse al quinto posto, finendo il campionato con la seconda miglior difesa del torneo, alle spalle di quella dello Sparta Praga. Il Viktoria Plzeň concluse i campionati del 1995, del 1996 e del 1997 a centro classifica. Nella prima edizione della Gambrinus Liga, nel 1997-1998, la squadra rischiò la retrocessione, classificandosi a soli due punti dal České Budějovice quindicesimo.
Dopo aver rischiato la retrocessione, nella stagione 1998-1999 la società di Plzeň retrocesse in seconda divisione, concludendo il torneo solamente davanti al neopromosso Karviná e con gli stessi punti dell'Opava (giunto davanti al Viktoria Plzeň e quindi salvatosi dalla retrocessione). Il Viktoria Plzeň retrocesse con il peggior attacco del campionato (26 reti siglate). Nella stagione seguente, trascorsa nella Druhá Liga, i rossoblù vennero nettamente staccati dall'FC Slovácká Slavia Uherské Hradiště, concludendo al secondo posto, ma con la miglior difesa e ottenendo la promozione. Il campionato 2000-2001 fu peggiore di quello del 1999: il Viktoria chiuse all'ultima posizione con 21 punti, retrocedendo con diverse giornate d'anticipo e collezionando cinque record stagionali negativi. Ritornata in seconda divisione, la società di Plzeň dominò il campionato e riuscì a battere in volata l'Opava, vincendo la Druhá Liga 2002-2003 con il miglior attacco e ottenendo la promozione in prima divisione. Il periodo negativo del Viktoria non si arrestò: la stagione 2003-2004 venne conclusa con 19 punti in 30 partite, all'ultimo posto della graduatoria. Fu la terza retrocessione consecutiva in tre tornei di prima divisione. Nel campionato 2004-2005 di seconda divisione il Baník Most e l'FC Vysočina Jihlava superarono i rossoblù, che, nonostante il terzo posto, furono promossi in massima divisione a causa dei problemi finanziari del Drnovice, giunto ottavo in campionato di massima serie ed escluso dal successivo torneo di Gambrinus Liga.

#### 2006-oggi: la ripresa, il ritorno in Europa e la consacrazione in patria
Dal 2004-2005 iniziò la ripresa della società boema, che nel biennio 2009-2011 colse i primi successi nazionali.
La Gambrinus Liga 2005-2006 fu conclusa alla quattordicesima piazza nella graduatoria, a soli due punti dal debuttante Vysočina Jihlava, che retrocesse. Il Viktoria Plzeň terminò nella parte medio-alta della classifica i campionati 2006-2007, 2007-2008 e 2008-2009. Trainata dalle marcature di Marek Bakoš, raggiunse poi la quinta posizione nel 2009-2010, anche grazie ai 13 risultati utili consecutivi conseguiti dal 19 settembre 2009 al 6 marzo 2010. Nella coppa nazionale il Viktoria estromise Graffin Vlašim, Dukla Praga, Kladno, Příbram e Sigma Olomouc, arrivando a disputare la finale di Praga contro lo Jablonec: al Generali Arena il Viktoria Plzeň si aggiudicò per la prima volta la Coppa di Repubblica Ceca imponendosi per 2-1 grazie alle reti di Milan Petržela e di David Bystroň. 

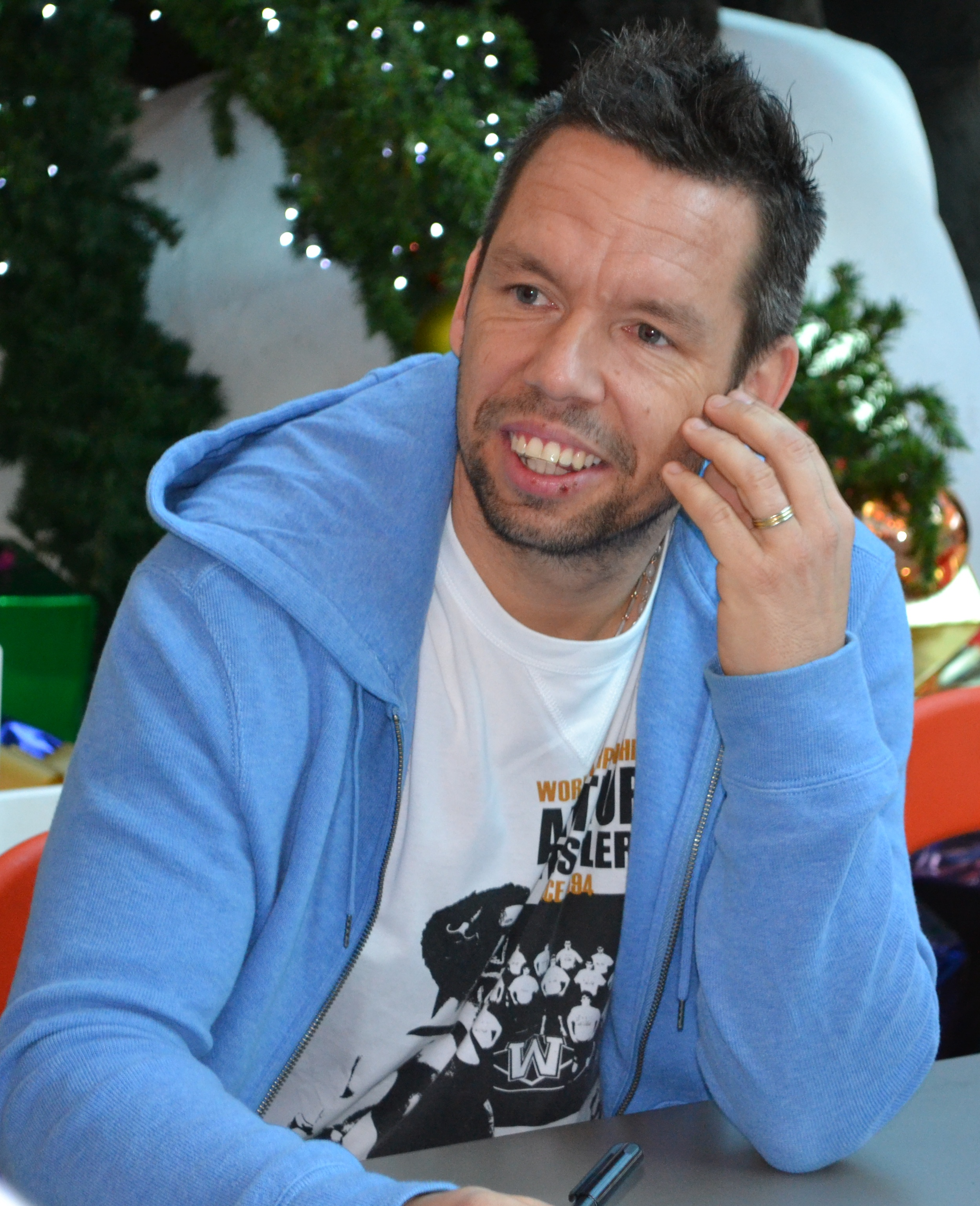
Il centrocampista Pavel Horváth ha vestito la maglia del Viktoria dal 2008 al 2015 e nel 2012 è stato eletto "miglior calciatore del Viktoria del secolo".

In virtù del successo in coppa, il Viktoria Plzeň ebbe accesso all'UEFA Europa League 2010-2011. Dal 17 aprile 2010 (stagione 2009-2010) al 17 ottobre 2010 (stagione 2010-2011) la società rossoblù totalizzò 18 risultati utili consecutivi, senza mai perdere per 182 giorni. Nella stagione 2010-2011 il Viktoria Plzeň dominò il campionato ceco con 12 risultati utili consecutivi nelle prime 12 giornate, battendo in trasferta anche le due formazioni di Praga e surclassando l'Ústí nad Labem con il punteggio di 7-0. Alla tredicesima giornata la corsa si interruppe con la sconfitta per 4-3 contro il Mladá Boleslav. Seguirono 15 risultati utili nelle rimanenti partite, che, nonostante la grande rimonta dello Sparta Praga, consentirono alla squadra di Plzeň di laurearsi campione di Repubblica Ceca 2010-2011. La società rossoblù si impose, inoltre, come migliore attacco del torneo, grazie al trio offensivo Kolář-Rezek-Bakoš (33 reti in 3 sulle 70 realizzate della squadra). In Coppa di Repubblica Ceca i giocatori del Viktoria furono fermati ai quarti dal Mladá Boleslav, futuri vincitori del torneo, mentre in Europa League i cechi furono estromessi dai turchi del Beşiktaş (1-1 a Plzeň e 0-3 a Istanbul).
Nella stagione 2011-2012 la squadra si qualificò per la prima volta ai gironi di UEFA Champions League, vincendo tutte le gare dei turni preliminari (contro Pyunik Yerevan, Rosenborg e Copenaghen). Affrontò poi Milan, Barcellona e BATE Borisov nel proprio gruppo, in cui riuscì a piazzarsi al terzo posto con cinque punti (frutto di una vittoria e due pareggi), retrocedendo così in Europa League. Qui fu eliminata dallo Schalke 04 dopo i tempi supplementari ai sedicesimi di finale. Il campionato si concluse, invece, con il terzo posto.
La stagione 2012-2013 fu ancora più ricca di successi: il Viktoria vinse nuovamente il campionato e si qualificò ai gironi di Europa League eliminando Met'alurgi, Ruch Chorzów e Lokeren. Sorteggiato nel gruppo B con Atlético Madrid (detentore della coppa), Académica e Hapoel Tel Aviv, superò la fase a gruppi con 13 punti e il primo posto nel raggruppamento. Nei sedicesimi di finale estromise il Napoli con un 5-0 globale (3-0 al San Paolo e 2-0 in patria), per poi venire eliminato dal Fenerbahçe, perdendo per 1-0 in casa e pareggiando per 1-1 a Istanbul.
A seguito della vittoria del campionato nazionale e delle vittorie ottenute ai preliminari, nel 2013-2014 il Viktoria si qualificò nuovamente, dopo due anni, alla fase a gironi della UEFA Champions League, in cui trovò il Bayern Monaco (detentore del trofeo), il Manchester City e il CSKA Mosca. Giunto terzo grazie alla vittoria in casa per 2-1 contro il CSKA Mosca, ebbe accesso ai sedicesimi di Europa League. La partita con il CSKA Mosca fu anche l'ultima dell'allenatore Pavel Vrba, che dal 1º gennaio 2014 subentrò sulla panchina della Rep. Ceca. Il giovane tecnico Dušan Uhrin prese il suo posto e in Europa League eliminò lo Šachtar (1-1 in casa e 2-1 per i cechi in Ucraina). Così per due anni consecutivi il Viktoria raggiunse gli ottavi di Europa League, dove fu, tuttavia, eliminato dal Lione (4-1 per i francesi allo stadio di Gerland e 2-1 per i cechi a Plzeň). Il campionato si concluse con il secondo posto dietro lo Sparta Praga, che batté il Viktoria anche nella finale della coppa nazionale, ai tiri di rigore (1-1 dopo i tempi supplementari).
Nel 2014-2015 il cammino nelle coppe europee si interruppe prematuramente, con l'eliminazione al terzo turno preliminare di Europa League per mano dei rumeni del Petrolul Ploiești (1-1 a Ploiești e 1-4 in Repubblica Ceca). L'eliminazione costò la panchina a Uhrin, esonerato e sostituito da Miroslav Koubek, che, malgrado la sconfitta all'esordio (1-0) sul campo dello Slavia Praga, condusse i suoi alla vittoria del titolo ceco (per la terza volta in cinque anni), grazie anche ai gol del bosniaco Ajdin Mahmutović, prelevato dal Teplice nel gennaio 2015. Il titolo fu dedicato al difensore Marián Čišovský, costretto a saltare tutta la stagione perché affetto da sclerosi laterale amiotrofica.
Vinta la Supercoppa di Repubblica Ceca (2-1 contro lo Slovan Liberec), il Viktoria parve iniziare bene il 2015-2016, ma fu eliminato dal Maccabi Tel Aviv nel terzo turno preliminare di UEFA Champions League (vittoria per 1-2 a Tel Aviv e sconfitta per 0-2 in casa). Dopo l'eliminazione ottenne solo cinque punti in quattro partite di campionato. Il brutto inizio di stagione portò all'esonero di Miroslav Koubek, sostituito già il 16 agosto 2015 da Karel Krejčí. Eliminato il Vojvodina (vittoria per 3-0 in casa e 2-0 in trasferta), la squadra approdò alla fase a gironi di Europa League. Nella fase a gruppi concluse il girone piazzandosi dietro Rapid Vienna, Villarreal e davanti alla Dinamo Minsk, non qualificandosi dunque ai sedicesimi di finale. Dopo la sconfitta per 0-1 contro il Zbrojovka Brno, inanellò ben sedici vittorie di fila in campionato, battendo il record che nel 2009-2010 era stato stabilito dallo Sparta Praga. Il 30 aprile 2016, battendo per 2-0 il Baník Ostrava, il Viktoria si leaureò campione di Repubblica Ceca per la quarta volta in sei anni, riuscendo per la prima volta a vincere due titoli nazionali consecutivamente.
L'annata seguente cominciò sotto la guida del tecnico slovacco Roman Pivarník, che rimase in carica per le 22 partite di campionato e per le partite giocate in ambito europeo. In UEFA Champions League il Viktoria eliminò il Qarabağ al terzo turno, ma fu eliminato dal Ludogorec ai play-off. Retrocesso nella fase a gironi di Europa League, si piazzò terzo in classifica dietro Roma e Astra Giurgiu e davanti all'Austria Vienna, non riuscendo a qualificarsi alla fase a eliminazione diretta. Nell'aprile 2017, dopo il 2-2 casalingo contro il Teplice che precluse al Viktoria la possibilità di salire in vetta alla classifica, Pivarník fu esonerato, dopo aver perso punti per la terza volta nelle ultime sette partite. Gli subentrarono il suo vice Zdeněk Bečka in tandem con Pavel Horváth. La stagione vide il Viktoria concludere il campionato al secondo posto, a due punti dalla vetta.
Più fruttuosa fu la stagione 2017-2018, impreziosita dalla vittoria del quinto titolo nazionale della storia del club. Alla fine furono sette i punti di vantaggio del Viktoria capolista, guidato dal rientrante Pavel Vrba, sulla seconda classificata, e ben tredici le vittorie consecutive inanellate dal club di Plzeň. Sul fronte europeo la squadra fu autrice di buone prestazioni. Eliminata nel terzo turno preliminare di UEFA Champions League dalla Steaua Bucarest, la compagine ceca retrocesse in Europa League, dove eliminò i ciprioti dell'AEK Larnaca nel turno di play-off, accedendo così alla fase a gironi. Qui si piazzò prima nel proprio raggruppamento, mettendosi dietro Steaua Bucarest, Lugano e Hapoel Be'er Sheva. Ai sedicesimi di finale eliminò il Partizan, per poi cadere con onore agli ottavi di finale contro lo Sporting Lisbona (2-0 per i portoghesi a Lisbona, 2-1 dopo i tempi supplementari per i cechi in Repubblica Ceca).
Nel 2018-2019 la squadra tornò, dunque, nella fase a gironi della rinnovata UEFA Champions League, dove trovò Real Madrid, Roma e CSKA Mosca. La formazione ceca concluse il raggruppamento al terzo posto con 7 punti, alla pari con i russi, accedendo all'Europa League per aver vinto lo scontro diretto con i moscoviti. Ai sedicesimi di Europa League fu eliminata dalla Dinamo Zagabria. In campionato chiuse seconda, a quattro punti dalla vetta.
Nel 2019-2020 la squadra chiuse al secondo posto in campionato e giunse a disputare le semifinali di Coppa della Repubblica Ceca, mentre il cammino in UEFA Champions League si chiuse al secondo turno preliminare e quello in UEFA Europa League al terzo turno preliminare. Nel 2020-2021 il Viktoria fu eliminato al secondo turno preliminare di UEFA Champions League e poi agli spareggi di UEFA Europa League, mentre chiuse al quinto posto il campionato e fu sconfitto nella finale di coppa nazionale.
Nel 2021-2022 vinse il titolo nazionale e si fermò agli spareggi di Conference League. Nel 2022-2023 la squadra si qualificò alla fase a gironi di Champions League eliminando nell'ordine Helsinki, Sheriff Tiraspol e Qarabag.

## Organico

### Rosa 2025-2026
Aggiornata al 5 agosto 2025.
| N. |                       | Ruolo | Calciatore         |
| -- | --------------------- | ----- | ------------------ |
| 2  | Rep. Ceca (bandiera)  | D     | Lukáš Hejda        |
| 3  | Serbia (bandiera)     | D     | Svetozar Marković  |
| 5  | Rep. Ceca (bandiera)  | D     | Karel Spáčil       |
| 6  | Rep. Ceca (bandiera)  | C     | Lukáš Červ         |
| 7  | Rep. Ceca (bandiera)  | A     | Christophe Kabongo |
| 9  | Rep. Ceca (bandiera)  | A     | Denis Višinský     |
| 10 | Rep. Ceca (bandiera)  | C     | Jan Kopic          |
| 11 | Rep. Ceca (bandiera)  | A     | Matěj Vydra        |
| 13 | Slovacchia (bandiera) | P     | Marián Tvrdoň      |
| 14 | Iraq (bandiera)       | D     | Merchas Doski      |
| 15 | Rep. Ceca (bandiera)  | P     | Matyáš Šilhavý     |
| 17 | Nigeria (bandiera)    | A     | Rafiu Durosinmi    |
| 18 | Rep. Ceca (bandiera)  | A     | Tomáš Ladra        |

| N. |                                 | Ruolo | Calciatore         |
| -- | ------------------------------- | ----- | ------------------ |
| 19 | Francia (bandiera)              | C     | Cheick Souaré      |
| 20 | Rep. Ceca (bandiera)            | C     | Jiří Panoš         |
| 21 | Rep. Ceca (bandiera)            | D     | Václav Jemelka     |
| 22 | Rep. Ceca (bandiera)            | D     | Jan Paluska        |
| 23 | Rep. Ceca (bandiera)            | P     | Martin Jedlička    |
| 24 | Rep. Ceca (bandiera)            | D     | Milan Havel        |
| 29 | Rep. Ceca (bandiera)            | C     | Tom Slončík        |
| 32 | Rep. Ceca (bandiera)            | D     | Matěj Valenta      |
| 40 | Liberia (bandiera)              | D     | Sampson Dweh       |
| 44 | Austria (bandiera)              | P     | Florian Wiegele    |
| 80 | Ghana (bandiera)                | A     | Prince Kwabena Adu |
| 85 | Slovenia (bandiera)             | C     | Adrian Zeljković   |
| 99 | Bosnia ed Erzegovina (bandiera) | A     | Amar Memić         |

### Stadio
Nel 1920 il SK Viktoria Plzeň acquisisce un campo di gioco presso la Královském náměstí: è questo il primo campo di gioco della società. Nel 1945, in piena seconda guerra mondiale a seguito dei bombardamenti aerei degli Stati Uniti sulla città nel mese di aprile e anche grazie al successivo incendio nel mese di giugno lo stadio viene distrutto. In seguito è stato recuperato e funziona ancora oggi. Nel 1955 viene inaugurato un nuovo impianto nel parco Štruncových, lo Stadion města Plzně che è lo stadio dove gioca attualmente il Viktoria Plzeň. Questo impianto ha una capacità iniziale di 25.000 spettatori. Nella stagione 2002-2003 si è svolto un ampio restauro dell'impianto, riducendo la capacità dello stadio a 7.136 posti.

## Allenatori
- Rudolf Krčil (1 gennaio 1963-1 gennaio 1964)
- Karel Kolský (1969-1970)
- Jiří Rubáš (1970-1975)
- Tomáš Pospíchal (1975-1977)
- Jaroslav Hřebík (1995-1996)
- Petr Uličný (1 ottobre 1997-1 marzo 1999)
- Milan Šíp (2 marzo-30 giugno 1999)
- Miroslav Koubek (24 ottobre 2000-1 dicembre 2001; 12 agosto 2014-15 agosto 2015)
- Petr Rada (2001-2002)
- František Cipro (2003-2004)
- Martin Pulpit (2004-2005)
- Zdeněk Michálek (2005-2006)
- Michal Bílek (1 luglio-31 agosto 2006)
- Stanislav Levý (1 settembre 2006-1 luglio 2008)
- Jaroslav Šilhavý (1 luglio-7 ottobre 2008)
- Pavel Vrba (8 ottobre 2008-16 dicembre 2013)
- Dušan Uhrin (17 dicembre 2013-11 agosto 2014)
- Karel Krejčí (16 agosto 2015-30 giugno 2016)
- Roman Pivarník (1 luglio 2016-7 aprile 2017)
- Zdeněk Bečka (8 aprile-30 giugno 2017)
- Pavel Vrba (1º luglio 2017-31 dicembre 2019)
- Adrián Guľa (16 febbraio 2020-8 maggio 2021)
- Michal Bílek (10 maggio 2021-)

## Palmarès

### Competizioni nazionali
- Campionato ceco: 6

2010-2011, 2012-2013, 2014-2015, 2015-2016, 2017-2018, 2021-2022
- Pohár ČMFS: 1

2009-2010
- Český Superpohár: 2  (record, condiviso con lo Sparta Praga)

2011, 2015
- Druhá Liga: 1

2002-2003

### Altri piazzamenti
- Campionato cecoslovacco:

Terzo posto: 1932-1933
- Coppa di Cecoslovacchia:

Finalista: 1970-1971
- Campionato ceco:

Secondo posto: 2013-2014, 2016-2017, 2018-2019, 2019-2020, 2024-2025
Terzo posto: 2011-2012, 2022-2023, 2023-2024
- Coppa della Repubblica Ceca:

Finalista: 2013-2014, 2020-2021, 2023-2024
Semifinalista: 2004-2005, 2015-2016, 2019-2020, 2024-2025
- Supercoppa della Repubblica Ceca:

Finalista: 2010, 2013, 2014
- Druhá Liga:

Secondo posto: 1999-2000
Terzo posto: 2004-2005

## Statistiche e record

### Record
Tra il 29 agosto 2009 e il 29 agosto 2011, ovvero per 730 giorni consecutivi, il Viktoria Plzeň non ha mai perso in casa. Questo record è stato infranto a causa della sconfitta subita contro lo Sparta Praga per 0-2 (doppietta di Léonard Kweuke).
Il 10 dicembre 2013 i cechi eguagliano un record: sconfiggendo il CSKA Mosca per 2-1 nell'ultima partita valida per la Champions League, la società di Plzeň si qualifica in Europa League vantando in classifica 3 soli punti, chiudendo il torneo proprio davanti ai russi. Solo l'Atlético Madrid è stato capace di fare altrettanto: durante la UEFA Champions League 2009-2010 gli spagnoli accedettero all'Europa League conquistando tre punti.